# Игњатије I Цариградски
Свети Игњатије I Цариградски (грч. Ιγνατιος; 797—877) је био цариградски патријарх у два наврата — од 4. јула 847. до 23. октобра 858. и од 23. новембра 867. до смрти 23. октобра 877. године.
Био је син византијског цара Михајла I Рангабеа и царице Прокопије. Цар Нићифор I му је био деда. Рођено име му је било Никета. Још као веома млад именован је за команданта царске гарде. Када му је 813. године отац свргнут, Никета је кастриран (чиме му је као евнуху онемогућено евентуално преузимање престола) и протеран на Принчевска острва.
За патријарха цариграског изабран је 847. године. Био је ватрени борац против иконоборства, за разлику од свог претходника Методија I Цариградског.
Године 858. свргнут је са патријаршиског трона и протеран. На његово мести изабран је Фотије I.
Године 867. враћа се на место патријарха након доласка на власт цара Василија I Македонца.
Патријарх Игњатије је умро 23. октобра 877. године у Цариграду. Након њега на чело цариградске патријаршије долази поново Фотије I.
Православна црква прославља Светог Игњатија цариградског 23. октобра по јулијанском календару.